# Oscar "Bellis" Carlsson

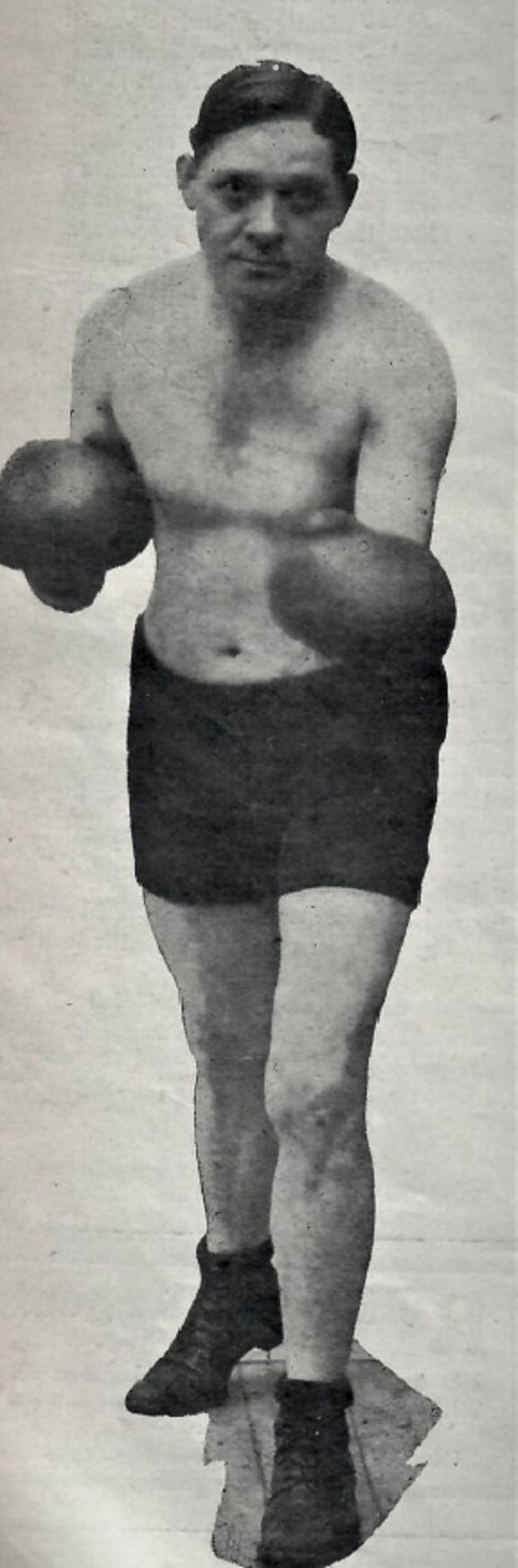
Boxaren Oscar "Bellis" Carlsson

Oscar ”Bellis” Carlsson, född i Stockholm, var en boxare under den moderna boxningens tidiga historia i Sverige och var aktiv under åren 1906–1915. Han var något av svensk boxnings tidiga apostel och anses vara Sveriges första riktiga boxare.
Boxningen vid den här tiden var inte organiserad och många boxare var utövare i atletik och kraftsport från atletklubbarna i de större städerna som blev intresserade av den nya sporten och trenden. Även ”Bellis” Carlsson hade denna bakgrund. Emellertid hade han utmärkt sig idrottsligt redan tidigare i Nordiska spelen 1901, som ägde rum i Stockholm. I grenen sparkstötting tog han på en och samma dag hem andrapriset på distansen en engelsk mil, tredjepriset på distansen 5000 meter samt fjärdepriset på distansen 2500 meter. År 1905 tävlade han återigen i sparkstötting i Nordiska spelen.
För boxningens utveckling i Sverige hade ”Bellis” Carlsson en stor betydelse. Förutom att popularisera boxningen framför publik genom att vara en mycket bra boxare, var han även en av de första promotors för boxning i Sverige. Han var också med att skapa nya boxare genom att undervisa och träna dem samt bidrog till att renodla boxningsundervisningen.